# Chicago Daily News

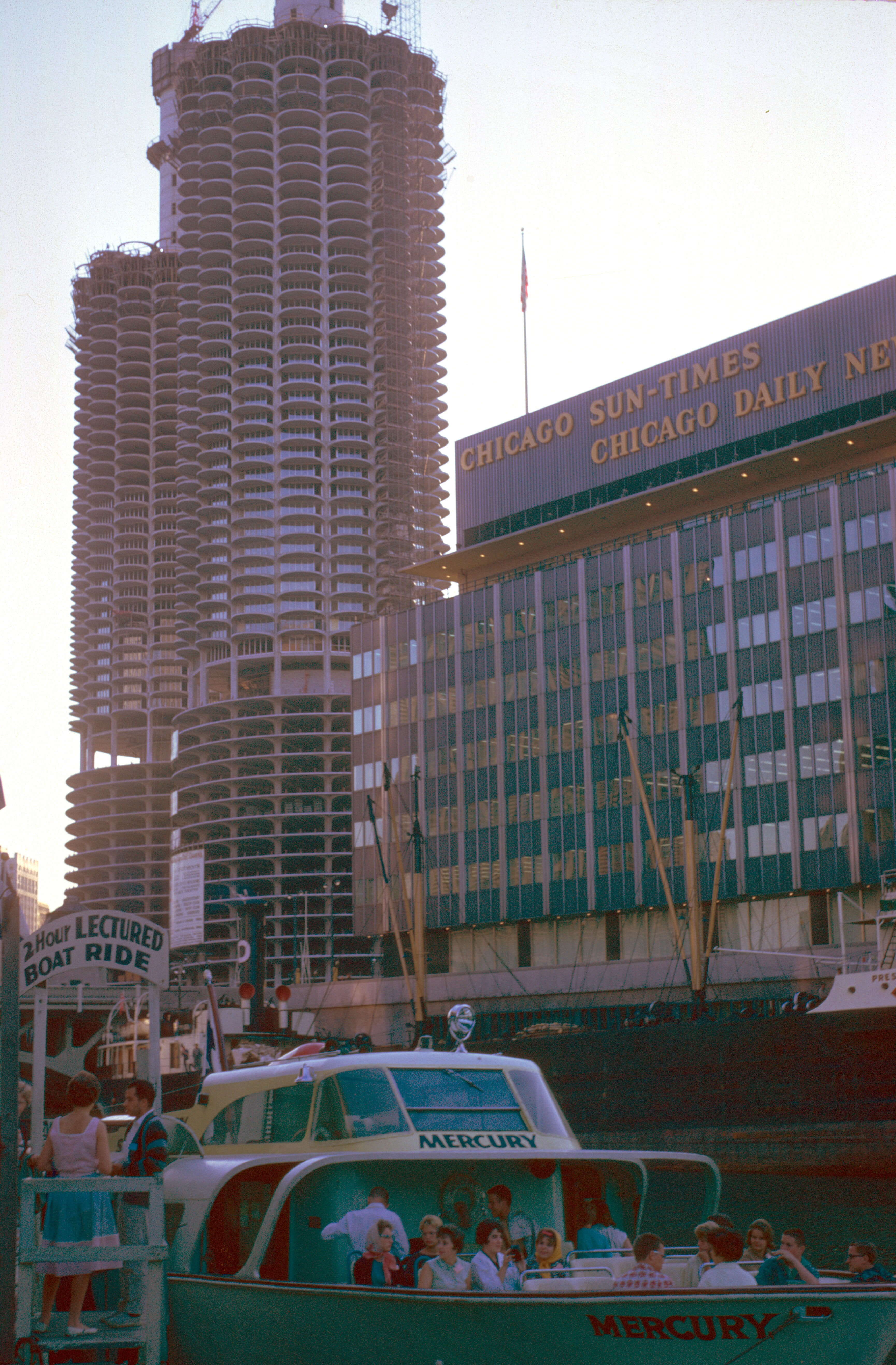
Sede actual del Chicago Daily News.

El Chicago Daily News fue un diario de tarde que se publicó entre 1876 y 1978 en la ciudad de Chicago, Illinois (Estados Unidos). A lo largo de su historia, obtuvo trece Premios Pulitzer.

## Historia
Fue fundado por E. Melville Stone en 1875, y comenzó a publicarse a principios del año siguiente. Iba dirigido a la masa de lectores en general, en contraste con su principal competidor, el Chicago Tribune, que era más influyente entre las clases altas de la ciudad; durante algunos años, el Daily News se jactó de su bajo precio (1 céntimo de dólar).

### Como periódico independiente

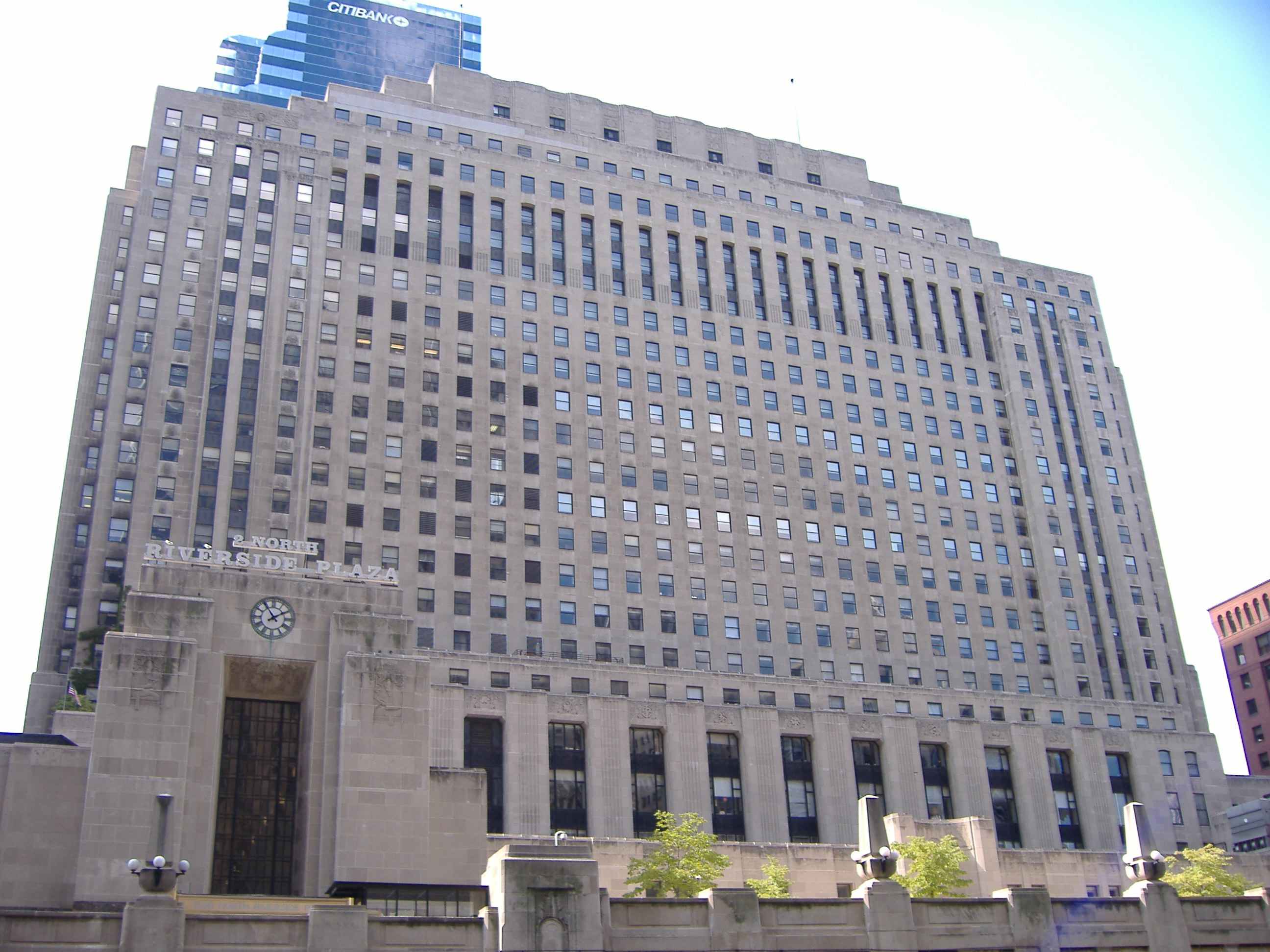
Edificio Riverside Plaza, que ocuparon las oficinas del Chicago Daily News entre 1929 y 1959.

Durante la etapa de Víctor F. Lawson como editor, el Chicago Daily News fue pionero en algunas áreas de información, abriendo una de las primeras oficinas en el extranjeros de un diario norteamericano en 1898, y el inicio de una de las primeras columnas dedicada a la radio en 1922. Fue conocido por su distintivo y agresivo estilo de escritura, similar a  una novela. En su apogeo de la década de 1930 a 1950 fue ampliamente sindicado y se destacó por ser uno de los principales servicios de noticias del extranjero. 
En 1922 su rival, el Chicago Tribune comenzó a experimentar con noticias en la radio. El Daily News se asoció con el Fair Department Store para poner en marcha la emisora WMAQ-AM. La WMAQ consiguió muchas primicias de radio, una de ellas la primera retransmisión en directo de un encuentro de los Chicago Cubs en 1925. El Tribune, para no quedar fuera del negocio, compró WDAP y WJAZ para formar WGN-AM. En 1931, el Daily News vendió la WMAQ a NBC.
En 1929, la sede se trasladó a un nuevo edificio, en el 400 de West Madison Street. Diseñado por los arquitectos Holabird & Root, su estructura art déco se convirtió en un emblema de la ciudad, pasando después a denominarse Riverside Plaza. Presentaba un mural de John W. Norton que representaba el proceso de producción del diario.

### Nuevos propietarios y desaparición
Después de un largo período propiedad de Knight Newspapers (más tarde Knight Ridder), el periódico fue adquirido en 1959 por Field Enterprises, que trasladó su sede al edificio del Chicago Sun-Times, en Nort Wabash Avenue. Comenzó un período de declive para el periódico, en parte debido a decisiones en su gestión, y también a los cambios demográficos. La circulación de los diarios de tarde disminuyó en general con el auge de la televisión, y los periódicos urbanos sufrieron el traslado de lectores a los suburbios. 
En 1977 el Daily News fue rediseñado y se añadieron nuevas características, con la intención de atraer a los lectores más jóvenes, pero los cambios no alteraron radicalmente su continua disminución de circulación. El Chicago Daily News publicó su última edición el sábado, 4 de marzo de 1978. Hubo un posterior intento de reactivación a cargo de la  empresa CDN Publishing Co, en 1979, pero ante la falta de popularidad, el diario no se volvió a imprimir. 

## Premios Pulitzer
El Chicago Daily News ha sido galardonado en trece ocasiones con los Premios Pulitzer:
- 1925 - Reportaje
- 1929 - Correspondencia
- 1933 - Correspondencia
- 1938 - Caricatura Editorial
- 1943 - Reportaje
- 1947 - Caricatura Editorial
- 1950 - Mérito al servicio público
- 1951 - Reportaje internacional
- 1957 - Mérito al servicio público
- 1963 - Mérito al servicio público
- 1969 - Caricatura Editorial
- 1970 - Reportaje nacional
- 1972 - Comentario